# Cordillera Crocker
La cordillera Crocker (malayo: Banjaran Crocker) es una cadena montañosa en la División de la Costa Oeste de Sabah, Malasia, que separa la costa oeste y este de Sabah. Con una altitud promedio de 1.800 metros, es la cadena montañosa más alta del estado y la cordillera lleva el nombre del administrador británico en Borneo del Norte, William Maunder Crocker.

## Geología
La cordillera está formada por rocas sedimentarias levantadas y plegadas, compuestas de areniscas y pizarras suaves y desgastadas. El punto más alto es el Monte Alab con 1.964 metros situado fuera del área del parque protegido. La mayor parte del límite del parque se encuentra por encima de los 300 metros y sus tierras bajas se utilizan para cultivos comerciales y arrozales. Al este de la cordillera se encuentra el valle del Tambunan a 800 metros en el que existen principalmente arrozales en terrazas y arboledas de bambúes que bordean la parte nororiental del parque protegido. La zona del parque es importante como cuenca de captación de agua para abastecer de agua a varios ríos de la costa occidental y de los distritos interiores de Sabah, entre ellos el , el río Kimanis, el río Bongawan, el río Membakut, el río Padas y el río Melalap, que fluyen hacia el oeste del parque, mientras que el río Pegalan, el río Pampang, el río Apin-Apin, el río Tendulu, el río Melalap, el río Liawan y el río Tikalod fluyen en dirección opuesta.

## Historia
El área que rodea el Monte Kinabalu ha sido un parque estatal desde 1964 y fue el primer sitio del Patrimonio Mundial del país. Parte de la gama ha sido protegida por el parque nacional Crocker Range desde 1984. A través del Programa de Conservación de Biodiversidad y Ecosistemas de Borneo (BBEC), existió una cooperación técnica entre el gobierno de Sabah y la Agencia de Cooperación Internacional de Japón (JICA) para innovar el concepto de Zona de Uso Comunitario (CUZ) como una opción de gestión para abordar los problemas relacionados con los pueblos indígenas. comunidades que viven y utilizan recursos dentro de las áreas protegidas. El monte Kinabalu, una de las montañas más altas del sudeste asiático, forma parte de esta gama. En 2014, la cadena montañosa fue reconocida como Reserva de la Biosfera de la UNESCO, convirtiéndose en el segundo sitio de Malasia así designado, después del Lago Chini en la península malaya de Pahang .

## Biodiversidad
El área de la Reserva Forestal de la Cordillera Crocker tiene una amplia gama de diversidad de flora y fauna y tiene la mayor diversidad de insectos nocturnos de las 20 reservas forestales estudiadas dentro del área del corazón de Borneo en Sabah y se han registrado varias especies endémicas 

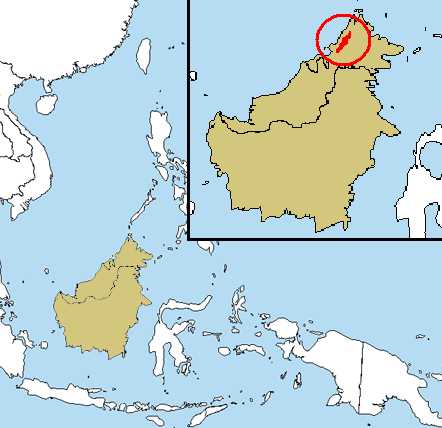
Mapa de la cordillera.
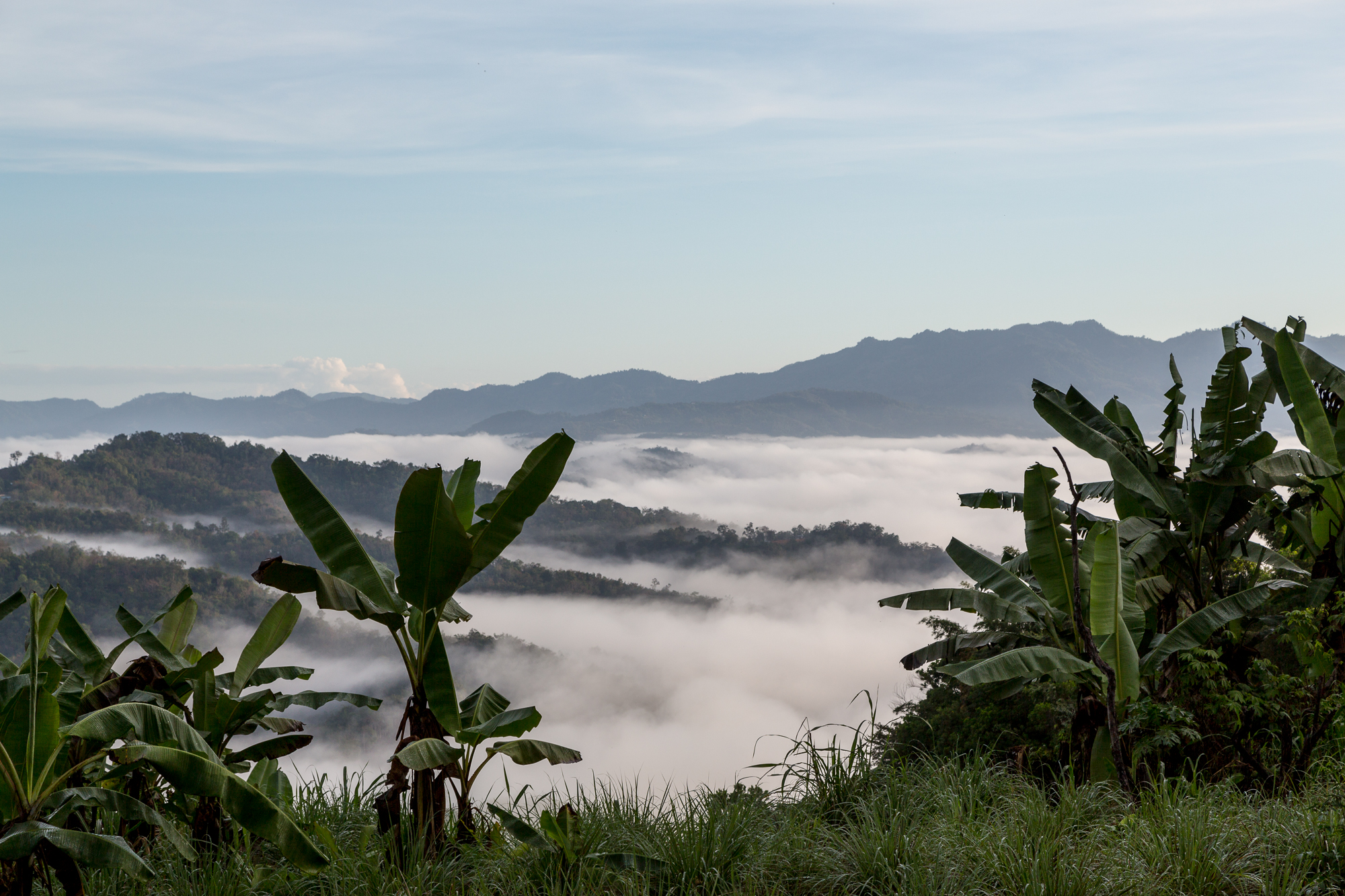
La cordillera envuelta por la niebla natural.
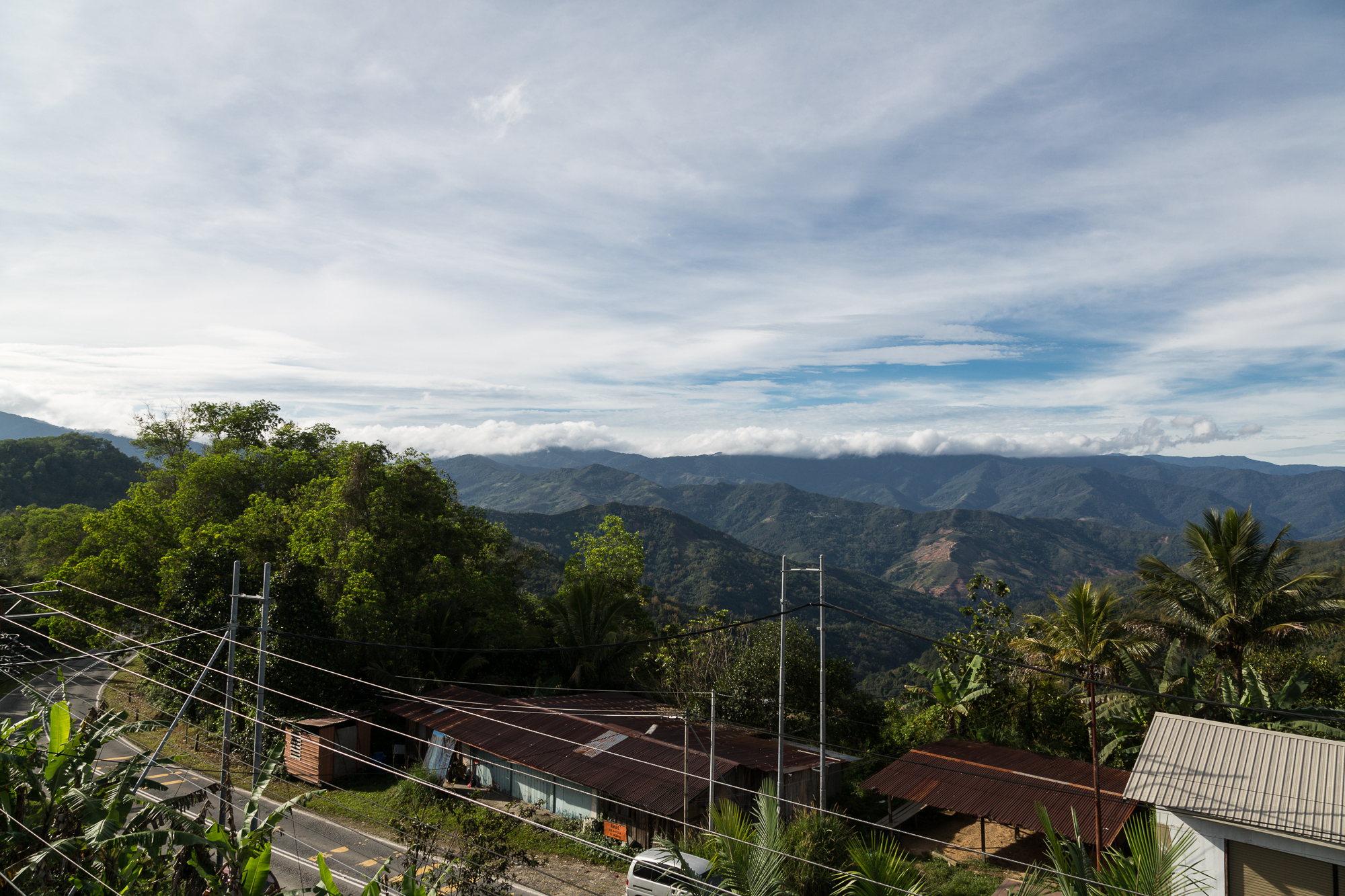
La cadena vista desde el distrito de Ranau .
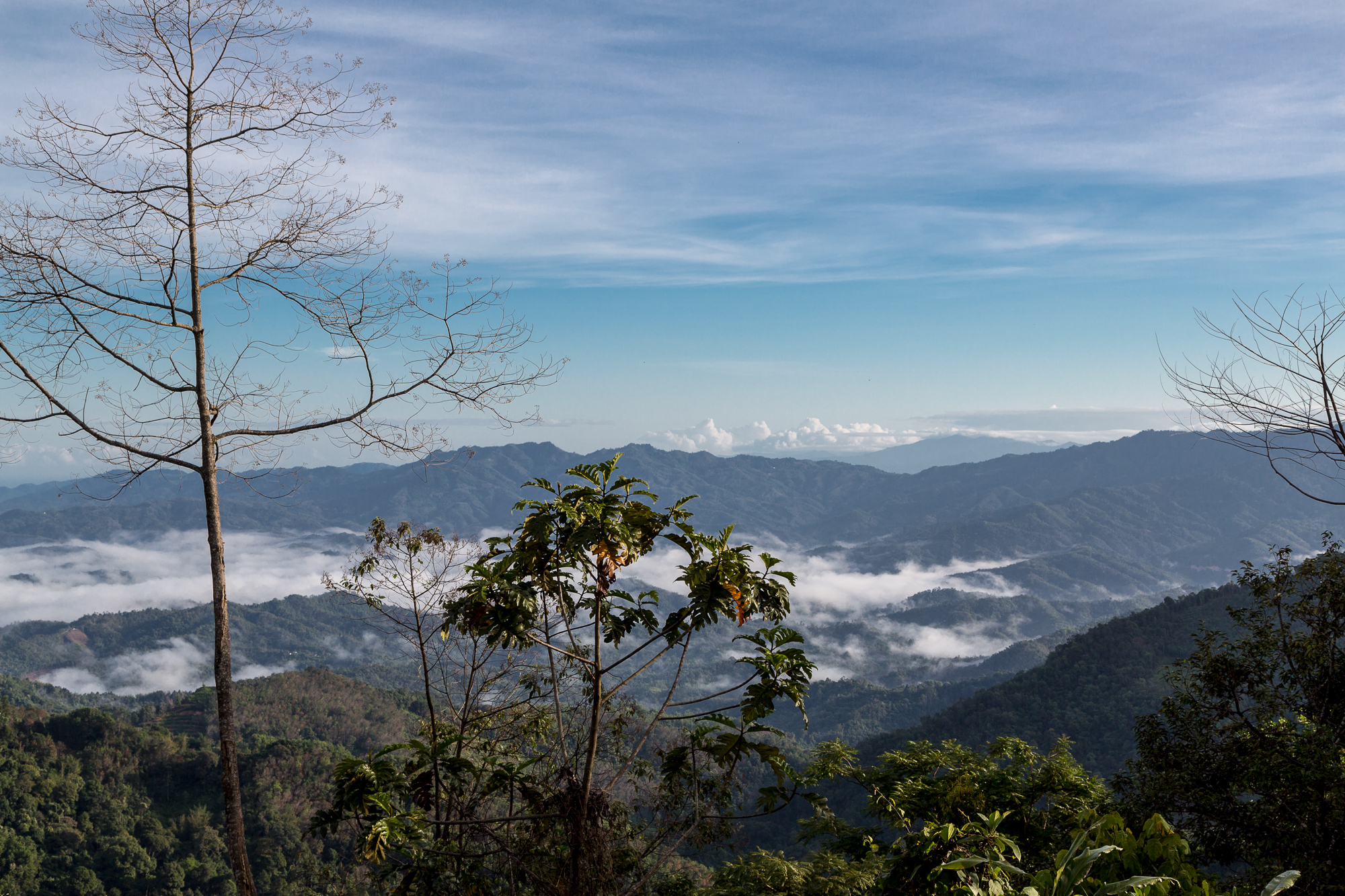
Vista de la cadena desde Ranau – Tamparuli Road.
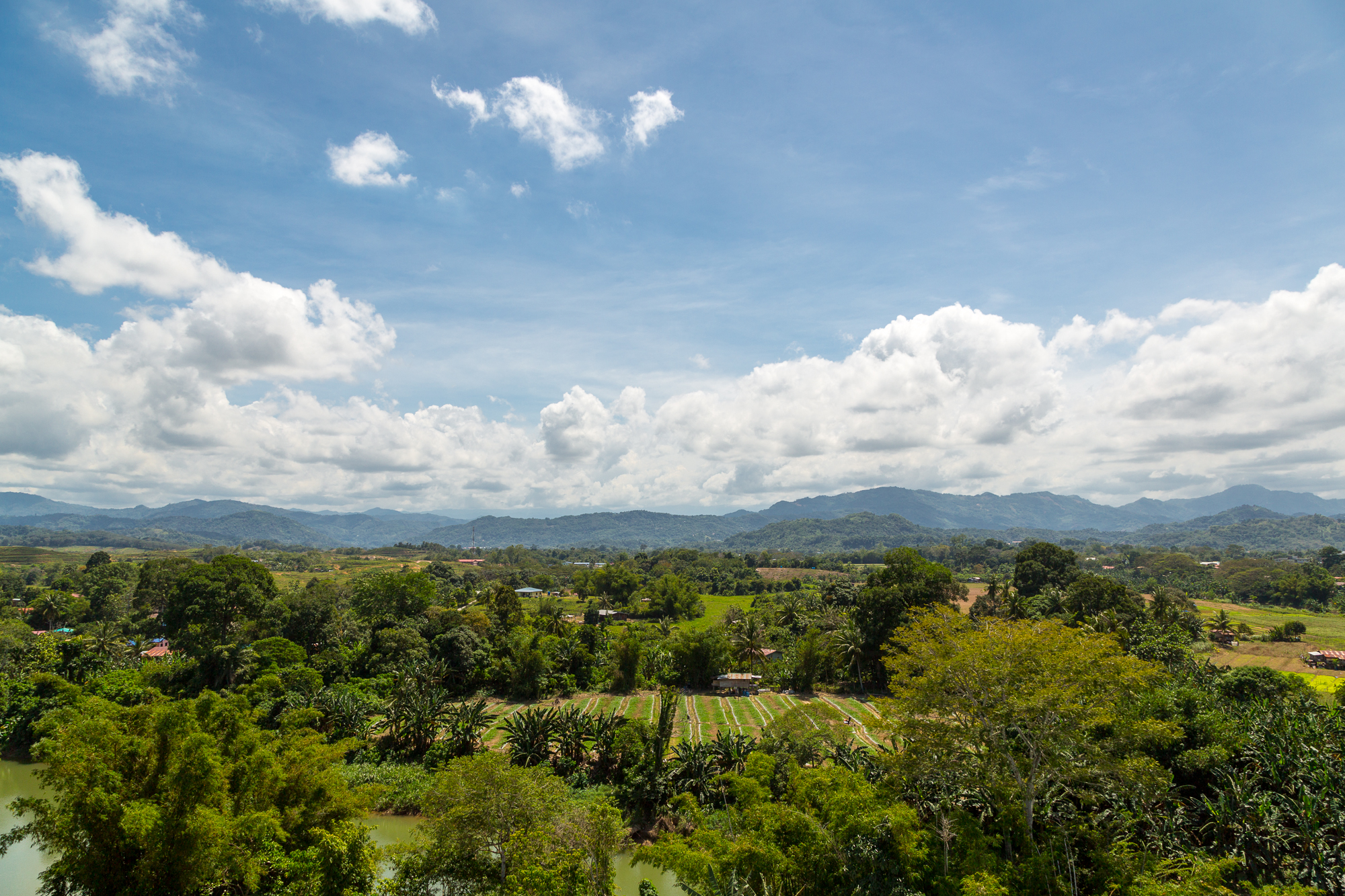
La cordillera vista desde Ling San Pagoda en el distrito de Tuaran .